# Tegatana

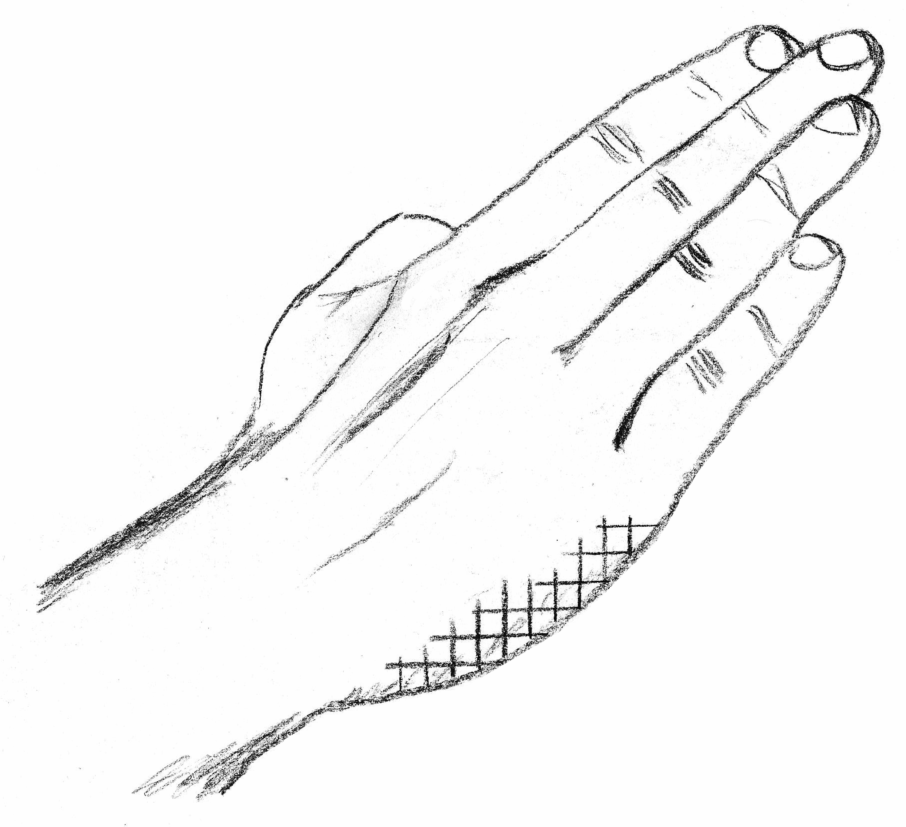
Disposición de la mano en el tegatana.

Tegatana (手刀 tegatana?, Mano Katana) o shutō-uchi es un tipo de golpe manual usado en varias artes marciales, caracterizado por usar la parte de la mano opuesta al pulgar, desde el dedo meñique hasta la muñeca. Recibe su nombre de la apariencia en forma de corte del golpe, utilizando el filo de la mano como si fuera el de una espada. Su uso proviene del kárate, habiéndose extendido a otras como el aikido y las artes marciales de Okinawa.

## Ejecución
El golpe puede estar destinado a una miríada de puntos en el cuerpo de la víctima (uke), estando entre ellos los músculos del cuello, la yugular, la garganta, las clavículas, la tercera vértebra, el brazo, el codo y la rodilla. Puede partir de cualquier posición, pero la más común es una extensión hacia fuera del nivel del ojo. Esta posición es idónea para lanzar un ataque a la carótida.
El tegatana puede ser usado con ambos lados de la mano. Con el pulgar recogido hacia dentro, la superficie exterior del índice actúa como otro filo.

## En la cultura popular
Esta técnica es muy popular en el cine de artes marciales, y desde sus inicios, ha sido representada como una técnica muy efectiva, a veces hasta extremos exagerados. En las representaciones más clásicas, un personaje asestaba un golpe relativamente flojo pero de apariencia precisa en un lado del cuello del oponente y éste caía instantáneamente noqueado, quedando inconsciente a menudo durante largo rato; en otras versiones, el golpe era letal. La técnica era realizada siempre a un oponente desprevenido, generalmente un guardia o centinela, y servía para incapacitarle con rapidez.
Con el paso del tiempo y la difusión de las artes marciales, este efecto comenzó a tener mucha menos credibilidad, y fue relegado al género de la comedia o la parodia. En algunos de estos casos, el gag más habitual contempla a un personaje tratando de realizar dicho golpe por imitación una película de artes marciales para seguidamente descubrir que no tiene efecto ninguno, mientras que en otras ocasiones, el golpe tiene efecto incluso en las situaciones más absurdas.